# İmralı-Verhandlungen

Die İmralı-Verhandlungen, auch İmralı-Gespräche oder İmralı-Treffen genannt, beziehen sich auf mehrere Treffen zwischen Vertretern des türkischen Staates und Abdullah Öcalan, dem inhaftierten Führer der Arbeiterpartei Kurdistans (PKK).

## Absichten der Gespräche
Diese Gespräche, benannt nach der Insel İmralı vor der Küste Istanbuls, wo Öcalan seit 1999 im Gefängnis ist, begannen offiziell im Jahre 2012. Ziel der Verhandlungen war es, eine politische Lösung für den jahrzehntelangen Konflikt zwischen der Republik Türkei und der PKK zu finden, bei dem Zehntausende Menschen ihr Leben verloren und der die Stabilität der Region gefährdete. Der Konflikt entstand aus der Forderung des kurdischen Volkes nach kulturellen, politischen und Selbstverwaltungsrechten. Die Treffen markierten einen wichtigen Wendepunkt im Konflikt, da sie den ersten ernsthaften Versuch beider Seiten darstellten, den Konflikt friedlich zu lösen.

### Notwendigkeit der Gespräche
Die türkische Regierung unter Führung der Partei für Gerechtigkeit und Aufschwung (AKP) erkannte die Notwendigkeit direkter Verhandlungen mit Öcalan, denn auch im Gefängnis galt Öcalan weiterhin als zentrale Figur und ideologischer Anführer der kurdischen Bewegung. Öcalan hatte seit seiner Festnahme immer wieder zum Waffenstillstand aufgerufen und betont, dass eine politische Lösung nur im Dialog möglich sei. Ein zentraler Bestandteil der Gespräche war daher die Forderung nach einem Waffenstillstand mit der PKK und dem Abzug ihrer Kämpfer aus der Türkei. Gleichzeitig versprach die Regierung Reformen zur Stärkung der kulturellen und politischen Rechte der Kurden.

### Schwierigkeiten während der Verhandlungen
Trotz erster Fortschritte wurden die Verhandlungen zunehmend von Spannungen und gegenseitigem Misstrauen überschattet. Ein zentrales Hindernis war die Frage, ob die türkische Regierung ihre Versprechen einhalten und substanzielle Reformen umsetzen würde. Gleichzeitig belasteten externe Faktoren wie der Bürgerkrieg in Syrien, das Erstarken kurdischer Milizen in der Region sowie die Verhinderung der Hilfeleistungen für den kurdisch dominierten Norden Syriens im Kampf gegen den IS das fragile Vertrauen zwischen den Parteien.

### Konsequenzen
Die gescheiterten İmralı-Verhandlungen haben weitreichende Konsequenzen für die Kurdenfrage in der Türkei und die Stabilität der Region. Sie verdeutlichten einerseits die Schwierigkeit, einen jahrzehntelangen Konflikt zu beenden, andererseits die Bedeutung von Dialog und Kompromissbereitschaft. Kritiker werfen beiden Seiten vor, nicht ausreichend auf eine politische Lösung hingearbeitet zu haben. Die türkische Regierung wird für ihre mangelnde Reformbereitschaft und ihre zunehmende Repression gegenüber der kurdischen Bevölkerung kritisiert, während die PKK für ihre Rückkehr zur Gewalt verantwortlich gemacht wird.
Die Imrali-Gespräche wurden zu einem Symbol für die verpasste Chance, eine friedliche Lösung zu finden, und dienen bis heute als Referenzpunkt in der Debatte über den Umgang mit der Kurdenfrage.

## Chronologie der Verhandlungen

### 2012 bis 2015
Nachdem die Verhandlungen im Jahr 2012 angefangen hatten und mehrere Treffen stattfanden, verkündete Öcalan im März 2013 anlässlich des kurdischen Neujahrs Newroz einen Waffenstillstand und forderte die PKK auf, ihre militärischen Aktivitäten einzustellen. Dies wurde als historischer Schritt für die Friedensbemühungen angesehen.
Im Jahr 2015 brachen die Gespräche schließlich zusammen, nachdem die Gewalt zwischen der PKK und dem türkischen Staat erneut aufflammte. Die türkische Regierung unter Präsident Recep Tayyip Erdoğan nahm eine zunehmend harte Haltung gegenüber der kurdischen Bewegung ein und erklärte die Verhandlungen für gescheitert. Auch Öcalans Haftbedingungen sowie seine Kommunikationsmöglichkeiten mit der Außenwelt wurden stark eingeschränkt, was seine Rolle als Vermittler praktisch beendete.

### 2024 bis heute
Die Imrali-Verhandlungen zwischen der türkischen Regierung und der verbotenen kurdischen Arbeiterpartei PKK wurden im Dezember 2024 nach fast einem Jahrzehnt des Stillstands wieder aufgenommen. Ein entscheidender Impuls kam von Devlet Bahçeli, dem Vorsitzenden der ultranationalistischen Partei MHP und Regierungspartner von Präsident Recep Tayyip Erdoğan, der vorschlug, den inhaftierten PKK-Führer Abdullah Öcalan freizulassen, falls die PKK die Waffen niederlege. Präsident Erdoğan bezeichnete diesen Vorschlag als „historisches Fenster der Gelegenheit“ und betonte die Notwendigkeit, Probleme aktiv anzugehen, anstatt sie zu ignorieren.
In diesem Kontext beantragte die pro-kurdische Partei DEM einen Besuch bei Öcalan auf der Gefängnisinsel Imrali, um mögliche Schritte zur Beendigung des jahrzehntelangen Konflikts zu erörtern. Die türkische Regierung genehmigte diesen Antrag, was den ersten offiziellen Kontakt zwischen Öcalan und politischen Vertretern seit fast zehn Jahren ermöglichte. Am 28. Dezember 2024 reisten die DEM-Abgeordneten Sırrı Süreyya Önder und Pervin Buldan nach Imrali, um mit Öcalan zu sprechen. In dem Treffen betonte Öcalan seine Bereitschaft, einen positiven Beitrag zum „neuen Paradigma“ der türkischen Regierung zu leisten und bezeichnete die Annäherung zwischen Türken und Kurden als „historische Verantwortung“. Er signalisierte zudem die Möglichkeit, einen Aufruf zur Beendigung der bewaffneten Auseinandersetzungen zu initiieren, sofern alle politischen Akteure konstruktiv zusammenarbeiten. Öcalan hob hervor, dass das türkische Parlament die zentrale Plattform für diesen Prozess sei und appellierte an alle politischen Kreise, die Initiative zu ergreifen, um den Friedensprozess erfolgreich zu gestalten.
Die DEM-Partei veröffentlichte am 29. Dezember 2024 eine Pressemitteilung, in der sie die Ergebnisse des Treffens mit Öcalan darlegte. Sie betonte die Bedeutung dieses Dialogs für die Lösung des seit 40 Jahren andauernden Konflikts, der bereits über 40.000 Menschenleben gefordert hat.
Die Wiederaufnahme der Imrali-Verhandlungen wird von vielen Beobachtern als potenzieller Wendepunkt in den türkisch-kurdischen Beziehungen angesehen. Allerdings bleibt abzuwarten, wie die verschiedenen politischen Akteure und die türkische Gesellschaft auf diese Entwicklungen reagieren werden.